# Eácides I de Epiro
Eácides I ou Eácida I (? — 313 a.C.) foi um rei do Epiro.

## Família
Ele era filho de Arribas, filho de Alcetas I, filho de Thapyrus. Após a morte de Alcetas I, seus filhos, Neoptólemo I e Arribas, concordaram em dividir o poder, reinando juntos. Neoptólemo I foi o pai de Alexandre,  chamado de Alexandre Molosso, para distinguir de seu sobrinho Alexandre, o Grande.
Olímpia, irmã de Alexandre I, foi criada por Arribas, que era casado com sua irmã Troas.
Eácides I era filho de Arribas  e de Troas.
Eácides I se casou com Fítia, filha de Menon da Tessália, e teve duas filhas, Deidamia e Troas, e um filho, Pirro.

## Reinado de Arribas
Foi Arribas que promoveu o casamento de Olímpia com Filipe II da Macedónia. Quando Alexandre I fez vinte anos, Filipe derrubou e exilou Arribas, e fez de Alexandre I rei de Epiro.

## Reinado
Após a morte de Alexandre I entre os lucanos, Olímpia, com medo de Antípatro, retornou ao Epiro; Eácides I, filho de Arribas, manteve sua aliança com Olímpia e lutou contra os macedônios, cujo rei nominal era Filipe Arrideu.
Olímpia, porém, após a vitória agiu de forma cruel, na morte de Filipe Arrideu e contra os macedônios, e Eácidas não foi mais aceito pelos epirotas, por causa do ódio a Olímpia. Quando os epirotas perdoaram Eácides, seu retorno ao Epiro ganhou a oposição de Cassandro, e após uma batalha em Oeneade entre Eácides e Filipe, irmão de Cassandro, Eácides foi ferido e morreu.

## Sucessão
Os epirotas aceitaram como sucessor Alcetas II, filho de Arribas e irmão mais velho de Eácides, mas que tinha um temperamento incontrolável e havia sido banido por seu pai. Alcetas II descarregou sua raiva nos epirotas, e foi assassinado, com seus filhos, pelos epirotas, que chamaram Pirro, filho de Eácides I, para reinar. Cassandro guerreou contra Pirro, que era jovem e não havia consolidado o reino, e este fugiu para Ptolemeu I Sóter, que casou-o com uma sua enteada, e restaurou-o no Epiro com ajuda da força egípcia.